# Melicuccà
Melicuccà  község (comune) Calabria régiójában, Reggio Calabria megyében.

## Fekvése
A megye nyugati részén fekszik. Határai: Bagnara Calabra, San Procopio, Sant’Eufemia d’Aspromonte és Seminara.

## Története
A 14. században alapították. Korabeli épületeinek nagy része az 1783-as calabriai földrengésben elpusztult. A 19. században nyerte el önállóságát, amikor a Nápolyi Királyságban felszámolták a feudalizmust.

## Népessége
A népesség számának alakulása:

## Főbb látnivalói
- Sant’Elia lo Speleota-templom
- San Giovanni Battista-templom
- Sant’Antonio-templom
- San Giuseppe-templom
- Santa Maria Assunta-templom